# Chơi (hoạt động)

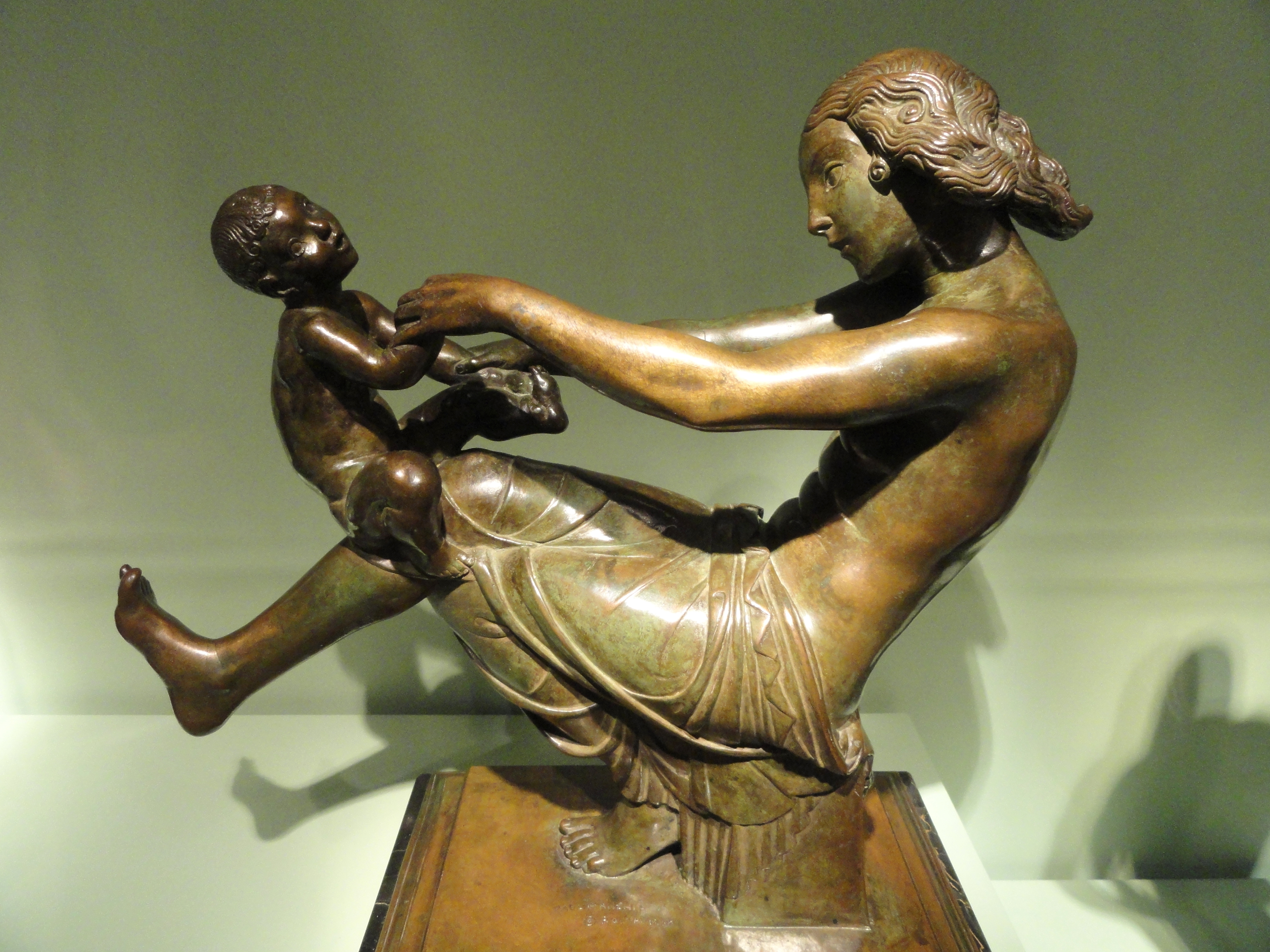
Tượng Playfulness (chơi đùa) của Paul Manship

Chơi một loạt các hoạt động tự do, có động cơ thúc đẩy để thư giãn, giải trí và tìm niềm vui. Chơi hay vui chơi là hoạt động thường thấy ở trẻ em nói riêng và người lớn ở tất cả mọi độ tuổi nói chung. Ở động vật, vui chơi thường thấy ở động vật có vú.

## Hình ảnh

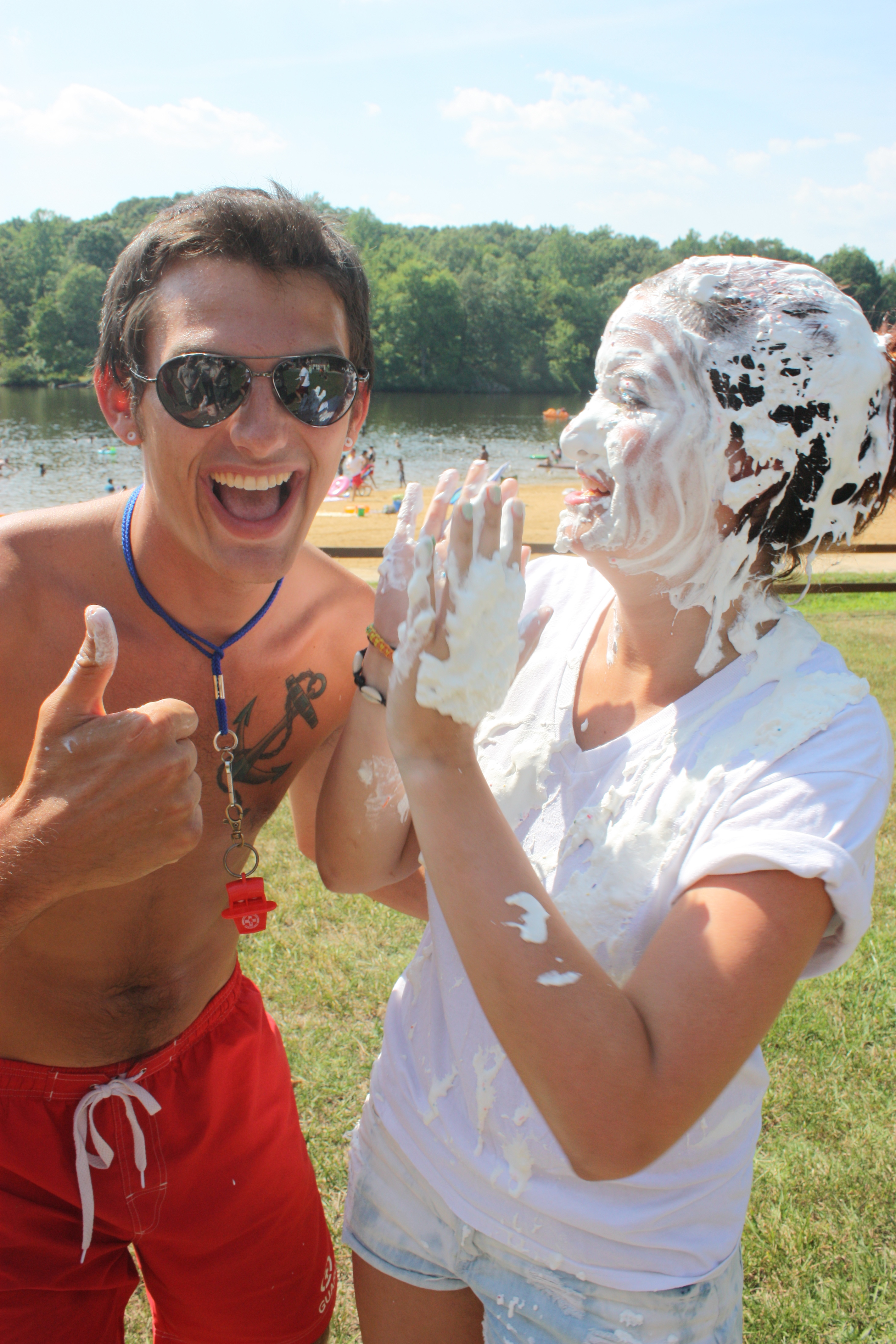
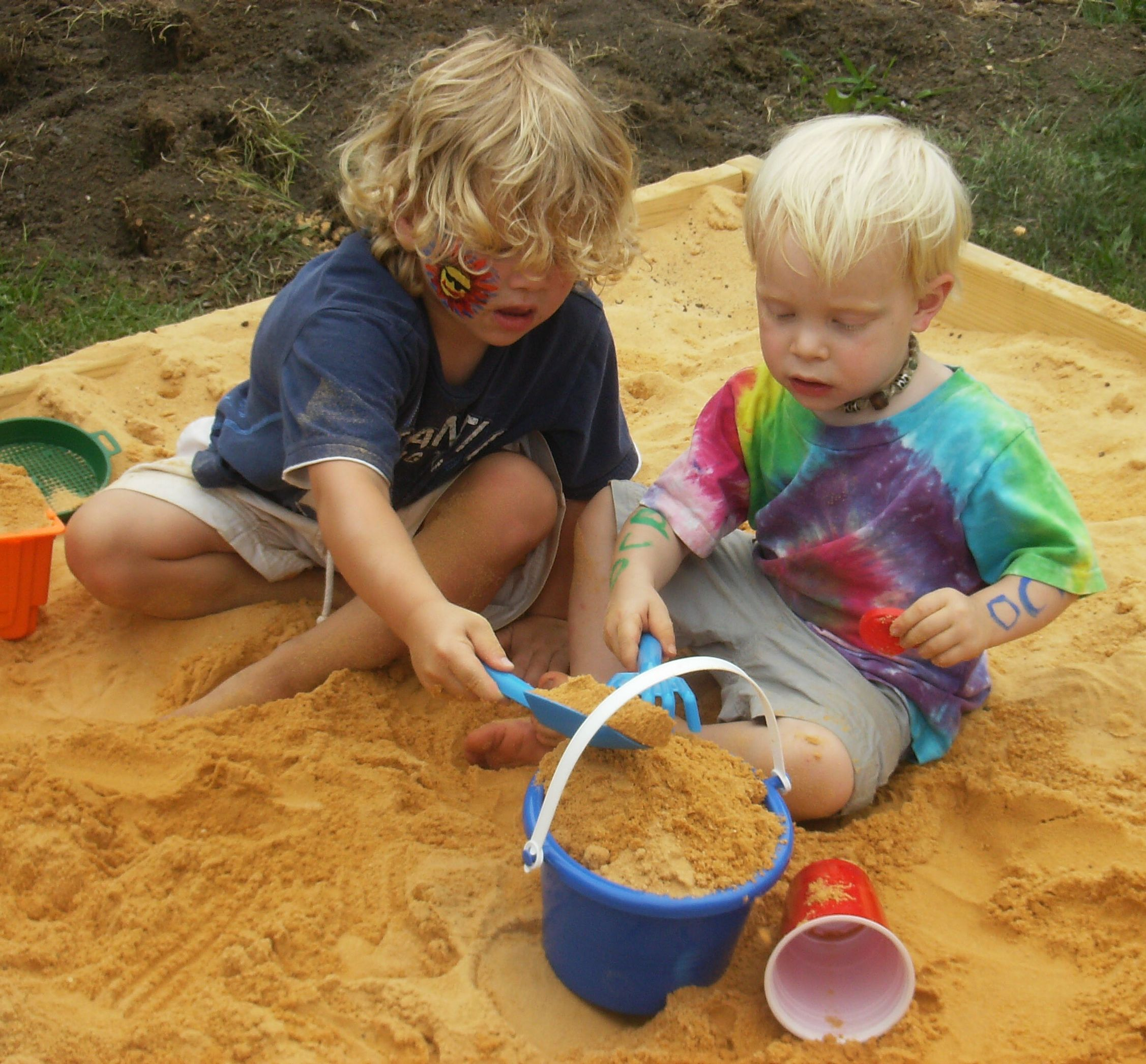
Nghịch cát
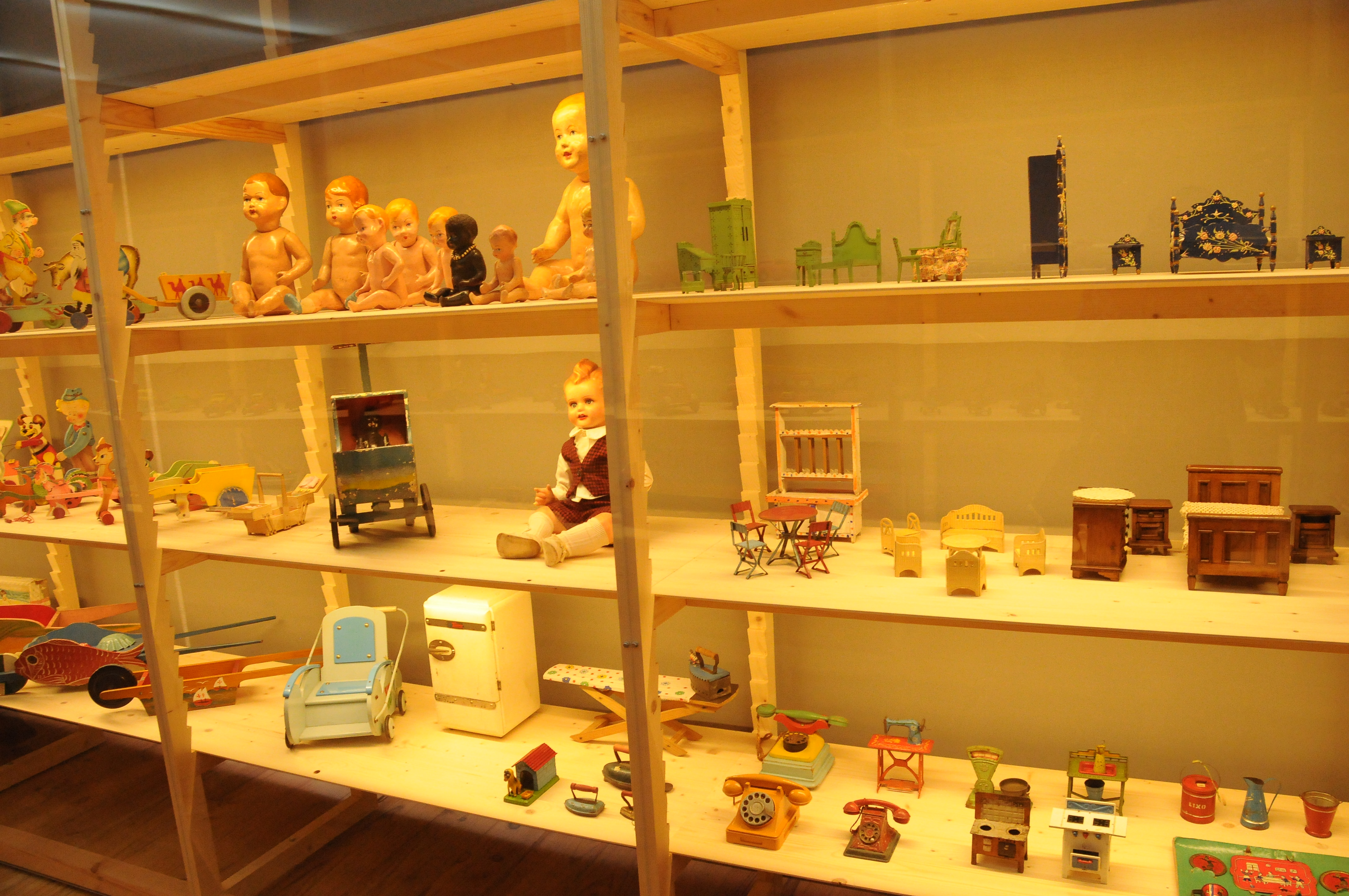
Các loại đồ chơi
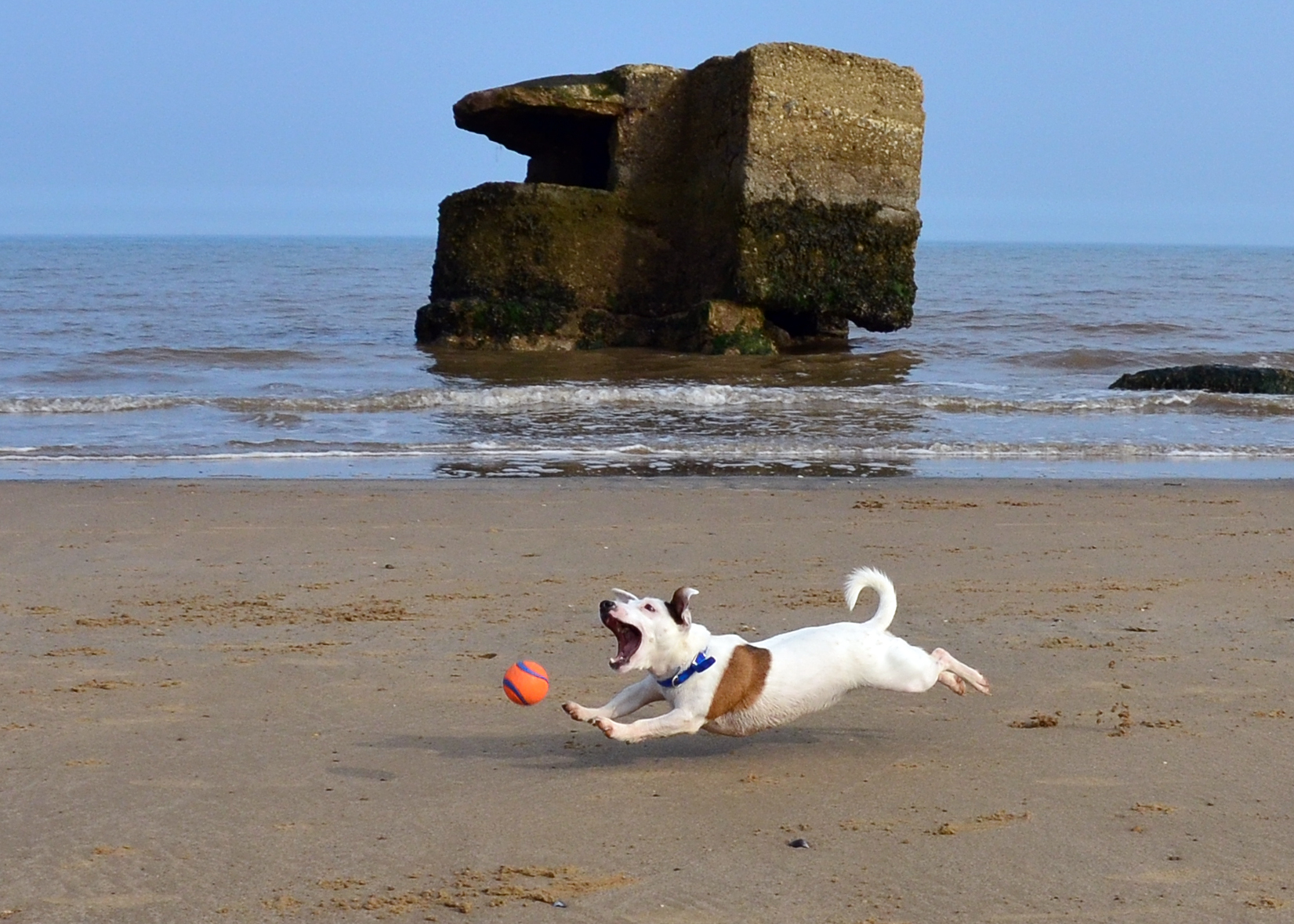
Chó chơi bên bờ biển